# Atrichopogon chilensis
Atrichopogon chilensis är en tvåvingeart som beskrevs av Ingram och John William Scott Macfie 1931. Atrichopogon chilensis ingår i släktet Atrichopogon och familjen svidknott. Inga underarter finns listade i Catalogue of Life.